# Shen Congwen
Shen Congwen (chino tradicional: 沈從文, chino simplificado: 沈从文, pinyin: Shěn Cóngwén, Wade-Giles: Shen Ts'ung-wen) (Fenghuang, China; 28 de diciembre de 1902 - Pekín; 10 de mayo de 1988) fue un escritor chino contemporáneo, una de las figuras principales como de la literatura china del siglo XX.
A diferencia de otros grandes escritores chinos de su época, Shen había recibido una educación formal escasa, y se mantuvo al margen de la polarización ideológica que caracterizó a otros escritores. Precisamente por eso, su figura y su obra fueron marginadas por la República Popular China (por su falta de apego al comunismo), y por la República de China en Taiwán (por haberse quedado en el continente después de 1949).
La extraordinaria belleza del lenguaje de Shen Congwen y la calidad de sus historias, situadas en ambientes rurales, han acabado imponiéndose a los prejuicios de carácter político, y en la actualidad está reconocido tanto en la República Popular como en Taiwán como uno de los grandes maestros de la literatura en lengua china del siglo XX.
Sus obras más conocidas son las novelas La Ciudad Fronteriza y El Río Largo. 

## Biografía
Shen Congwen nació en el condado de Fenghuang, en la provincia de Hunan, en la región de Xiāngxī (湘西), una zona fronteriza con la provincia de Guizhou habitada por numerosas minorías étnicas. De hecho, la madre de Shen pertenecía a la etnia Tujia, mientras que una de sus abuelas era de etnia Miao, y el propio Shen Congwen llegó a entender de pequeño la lengua Miao. Asistió a la escuela local, donde recibió una enseñanza formal escasa que él complementó con la lectura de numerosos libros.
En 1918, ingresó en la milicia local del "señor de la guerra" que dominaba esa parte de China, Chen Quzhen, llegando a ser su secretario personal. Transcribió confesiones de prisioneros y asistió a numerosas ejecuciones y sesiones de tortura, desplazándose a lo largo del río Yuanshui por las provincias chinas de Hunan, Sichuan y Guizhou, las zonas bajo el mando de Chen Quzhen. Esa experiencia de primera mano con la dureza de las milicias locales y con el mundo rural chino se reflejará en sus obras, de ambiente regional, y que retratan la vida en el campo.
En 1922, se va a Pekín con la intención de estudiar en la Universidad, pero suspende los exámenes de acceso. En Pekín comenzó a escribir en revistas literarias, publicando su primer relato en 1925 en una revista literaria, el Suplemento de las Noticias Matutinas (晨報副刊 / 晨报副刊 Chénbào Fùkān), editada por el famoso escritor Xu Zhimo. Sus obras reflejaban la vida rural de la región de Xiangxi, en un estilo muy diferente del cosmopolitismo que caracterizó a otros escritores chinos de su generación. En Pekín se empieza a relacionar con otros escritores, como Yu Dafu y el famoso intelectual Hu Shih. En esta época conoce también a la escritora Ding Ling y al escritor Hu Yepin, con quienes compartirá vivienda.
En 1927 los tres jóvenes escritores se desplazan a Shanghái. Allí, Shen Congwen conseguirá un puesto como profesor, a pesar de su falta de educación formal, gracias a la mediación de Hu Shi. Pasa a formar parte de la Sociedad Literaria de la Media Luna, y continuará su actividad prolífica como escritor. En 1928 publica en una revista literaria El Diario de Viaje de Alicia en China, obra satírica en la que ridiculiza el gusto por lo extranjero de algunos chinos. En esta obra se evidencia la formación profundamente china de Shen Congwen, muy alejada de las influencias extranjeras de otros autores importantes de su tiempo. En 1929, se separa de Ding Ling y Hu Yepin, que se van a vivir a Jinan. Shen se quedará en Shanghái hasta 1930, cuando acepta un puesto de profesor en la Universidad de Wuhan. Posteriormente, dará clases también en Qingdao y Pekín.
En 1934 publica su obra más famosa: La Ciudad Fronteriza, una de las obras más importantes de la literatura china del siglo XX, que narra la historia del despertar sexual de una adolescente en la China rural.
Durante la guerra sinojaponesa se traslada a Kunming, donde pasa los años de guerra. En 1943 publica otra de sus obras más famosas, El Río Largo.
Tras el final de la guerra contra los japoneses, se establece en Pekín, donde dará clases en la Universidad de Pekín. En 1948 se publica su autobiografía, Autobiografía de Congwen. En el año 1949, su falta de compromiso político le hace blanco de las críticas de escritores miembros del Partido Comunista Chino, como Guo Moruo. Se le acusa de entorpecer la revolución y de tibieza ideológica. Tras un fallido intento de suicidio, Shen Congwen permanecerá en Pekín tras la proclamación de la República Popular el 1 de octubre de 1949. El régimen comunista condena sus obras, tildadas de pornográficas, al ostracismo. Ya no volverá a escribir.
A partir de 1950 trabajó en el Museo de Historia de China. En el año 1967 fue enviado a trabajar al campo, en medio de la agitación política de la Revolución Cultural. Como muchos otros escritores víctimas de la Revolución Cultural, sería rehabilitado en 1978, tras el ascenso al poder de Deng Xiaoping. Después de volver a Pekín, trabajó para la Academia de Ciencias Sociales. En 1988 fallece en Pekín. En los últimos años de su vida, la importancia de su obra comenzó a ser reconocida en la propia China, y fue nominado dos veces como candidato al premio Nobel de literatura.

## Obra
Shen Congwen fue un escritor de ficción muy prolífico. Escribió más de 80 relatos y novelas. Algunas de sus obras más importantes son las siguientes:
- El Diario de Viaje de Alicia en China (阿麗思中國遊記 / 阿丽思中国游记 Ālìsī Zhōngguó Yóujì), 1928.
- La Ciudad Fronteriza (邊城 / 边城 Biānchéng), 1934.
- El Río Largo (長河 / 长河 Cháng Hé), 1943.
- Autobiografía de Congwen (從文自傳 / 从文自传 Cóngwén Zìzhuàn), 1948.